# Baren (grafika)

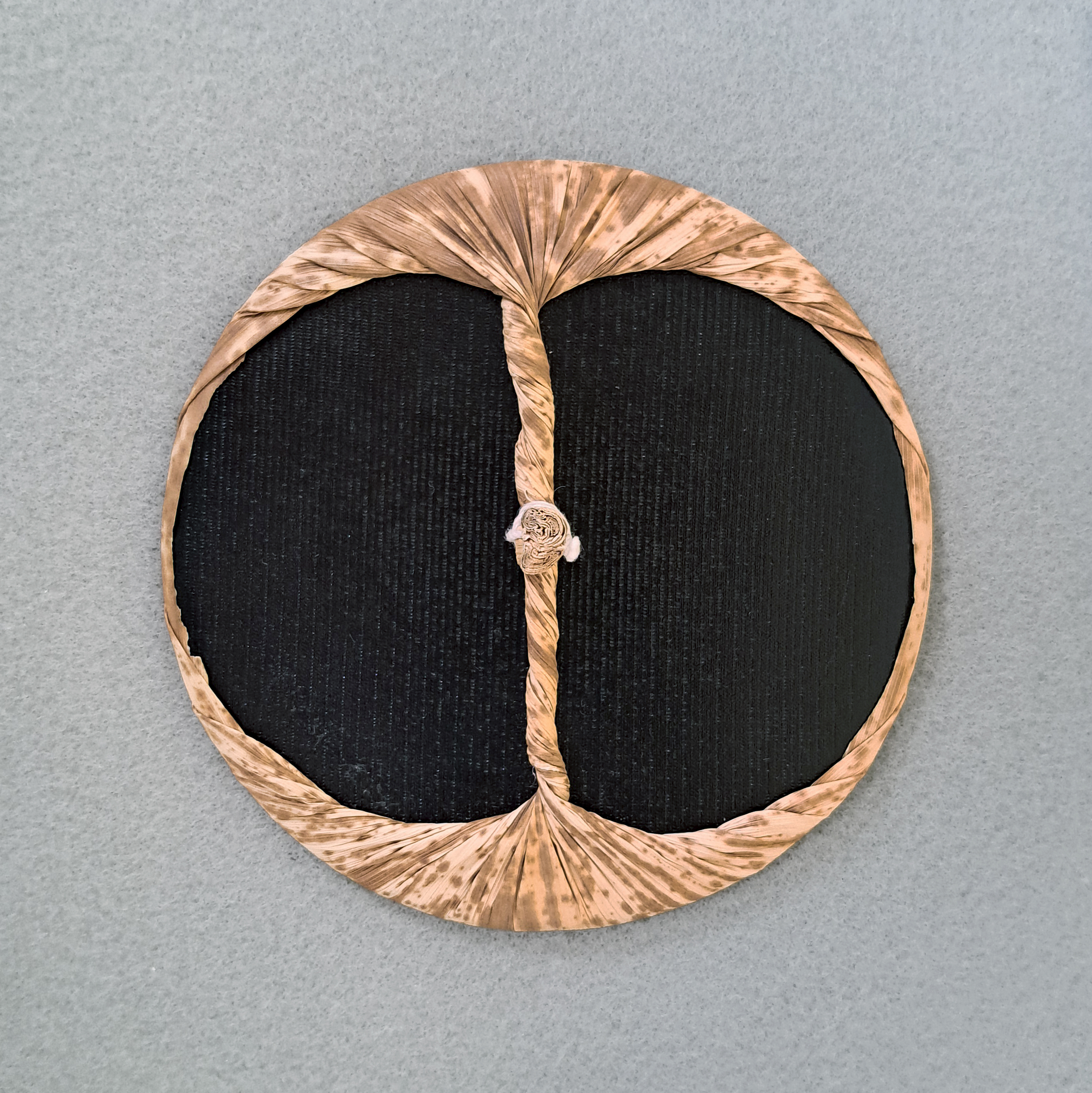

Baren – narzędzie z warsztatu grafiki japońskiej służące do ręcznego drukowania drzeworytu. Jest to płaska poduszeczka wykonana z konopnego sznurka zawiniętego w cienki liść bambusa. Z zewnątrz wzmocniona jest kartonowym krążkiem. Brzegi liścia formowane są w kształt uchwytu.